# François Dousa
Pour les articles homonymes, voir Dousa.
Frans van der Does, dit François Dousa, né le 5 mars 1577 à Leyde où il est mort le 11 décembre 1630, est un écrivain néerlandais.

## Biographie
Quatrième fils de Johan van der Does, seigneur de Noordwijk, Scaliger et Juste Lipse cultivèrent ses dispositions naissantes. À l’âge de dix-huit ans, il voyagea en France et se lia particulièrement à Paris avec George Barclay. Il passa ensuite en Angleterre. À son retour, en 1601, il fut créé chanoine (laïc et protestant) de la cathédrale sécularisée d’Utrecht.

## Publications
- Lucilii satyrarum quæ supersunt reliquiæ, avec de savantes remarques, Leyde, 1597, in-4°.
- Julii Cæsaris Scaligeri epistolæ et orationes, avec une dédicace à Paul Choart de Buzanval, ambassadeur d’Henri IV auprès des États-Généraux, Leyde, 1600, in-8°.

On trouve dans la Sylloge epistolarum de Barman, tome Ier, p. 233, une élégie latine que François Dousa composa à Paris, sur la perte que l’université de Leyde venait de faire par le départ de Juste Lipse, avec une lettre de lui à ce professeur, qu’elle avait tant à regretter.

## Sources
« François Dousa », dans Louis-Gabriel Michaud, Biographie universelle ancienne et moderne : histoire par ordre alphabétique de la vie publique et privée de tous les hommes avec la collaboration de plus de 300 savants et littérateurs français ou étrangers, 2e édition, 1843-1865 [détail de l’édition]